# Championnat de Slovaquie de football 1942-1943
Navigation
Saison suivante Saison suivante
La saison 1942-1943 du Championnat de République slovaque de football est la cinquième édition du championnat de première division en République slovaque. Les douze meilleurs clubs du pays se retrouvent au sein d'une poule unique où les formations s'affrontent deux fois. À l'issue du championnat, les deux derniers du classement sont relégués et remplacés par les deux meilleurs clubs de deuxième division.
L'issue du championnat débouche sur une surprise puisque c'est le club du OAP Bratislava, promu de deuxième division, qui termine en tête du classement final du championnat, avec sept points d'avance sur le triple tenant du titre, le SK Bratislava et onze sur l'AC Považská Bystrica. C'est le seul et unique titre de champion de République slovaque de l'histoire du club.

## Les clubs participants
| - AC Považská Bystrica - SK Bratislava - MSK Zilina - TSS Trnava - TTS Trencin - FC Vrutky | - AC Svit Batizovce - SK Slavia Presov - HG Simonovany - Promu de II. Liga - OAP Bratislava - Promu de II. Liga - VAS Bratislava - MFK Ruzomberok |

## Compétition

### Classement
Le barème utilisé pour établir le classement est le suivant :
- Victoire : 2 points
- Match nul : 1 point
- Défaite : 0 point

| Rang | Équipe               | Pts | J  | G  | N | P  | Bp | Bc | Diff |
| ---- | -------------------- | --- | -- | -- | - | -- | -- | -- | ---- |
| 1    | OAP Bratislava (P)   | 37  | 22 | 17 | 3 | 2  | 91 | 26 | +65  |
| 2    | SK Bratislava (T)    | 30  | 22 | 14 | 2 | 6  | 72 | 33 | +39  |
| 3    | AC Považská Bystrica | 26  | 22 | 11 | 4 | 7  | 65 | 51 | +14  |
| 4    | HG Simonovany (P)    | 24  | 22 | 11 | 2 | 9  | 61 | 54 | +7   |
| 5    | TSS Trnava           | 22  | 22 | 11 | 0 | 11 | 56 | 63 | -7   |
| 6    | FC Vrutky            | 21  | 22 | 9  | 3 | 10 | 49 | 56 | -7   |
| 7    | MFK Ruzomberok       | 20  | 22 | 9  | 2 | 11 | 36 | 54 | -18  |
| 8    | SK Slavia Presov     | 19  | 22 | 8  | 3 | 11 | 50 | 53 | -3   |
| 9    | MSK Zilina           | 19  | 22 | 9  | 1 | 12 | 45 | 55 | -10  |
| 10   | TTS Trencin          | 19  | 22 | 8  | 3 | 11 | 48 | 67 | -19  |
| 11   | AC Svit Batizovce    | 18  | 22 | 6  | 6 | 10 | 41 | 56 | -15  |
| 12   | VAS Bratislava       | 9   | 22 | 3  | 3 | 16 | 37 | 83 | -46  |

|  | Champion de République slovaque 1942-1943            |
|  | Relégation directe en deuxième division              |
|  | (T) Tenant du titre (P) : Promu de deuxième division |

## Bilan de la saison
| Championnat de République slovaque de football 1942-1943 |                            |
| Champion                                                 | OAP Bratislava (1er titre) |
| Coupes et trophées                                       |                            |
| Vainqueur de la Coupe de République slovaque 1942-1943   | Non disputée               |
| Promotions et relégations                                |                            |
| Promus en I. Liga                                        | SK Turciansky Sv. Martin   |
| Promus en I. Liga                                        | ZTK Zvolen                 |
| Relégués en II. Liga                                     | AC Svit Batizovce          |
| Relégués en II. Liga                                     | VAS Bratislava             |